# Система рейтинга канадских команд по кёрлингу
Система Рейтинга Канадских Команд (CTRS) — это система начисления очков, используемая Ассоциацией кёрлинга Канады для ранжирования мужских и женских канадских команд по кёрлингу. Рейтинг определяется на основе очков, заработанных в различных турнирах по кёрлингу (в том числе коммерческих), которые проводятся по всему миру в течение сезона.
Очки CTRS являются основой для рейтинга World Curling Tour's Order of Merit, а также используются в качестве критерия для определения команд, которые квалифицируются на официальные турниры, проводимые Ассоциацией кёрлинга Канады (чемпионаты, отборочные соревнования). 
С 2018 по 2020 годы две лучшие команды по рейтингу CTRS, которые не смогли квалифицироваться на турниры Scotties Tournament of Hearts или Montana's Brier, получали место на этих турнирах и назвались команды «по приглашению» (уайлд-кард).
С 2021 года три лучшие команды в Системе Рейтинга Канадских Команд по результатам прошлого сезона (и не являющиеся чемпионами прошлого сезона) получают место на чемпионате - это предквалификационные команды, то есть они получают место на турнире до квалификации команд через чемпионаты провинций и территорий Канады. В канадских источниках (например) эти команды называют CTRS.

### Лидеры рейтинга прошлого сезона
Сезон 2023/24
| Член ассоциации         | скип            | Баллы   |
| ----------------------- | --------------- | ------- |
| Ньюфаундленд и Лабрадор | Брэд Гушу       | 381.750 |
| Альберта                | Брендан Боттчер | 366.750 |
| Саскачеван              | Майк Макьюэн    | 236.875 |

| Член ассоциации | скип            | Баллы   |
| --------------- | --------------- | ------- |
| Онтарио         | Рейчел Хоман    | 498.750 |
| Манитоба        | Дженнифер Джонс | 316.125 |
| Манитоба        | Керри Эйнарсон  | 251.250 |